# Ephrata Cloister

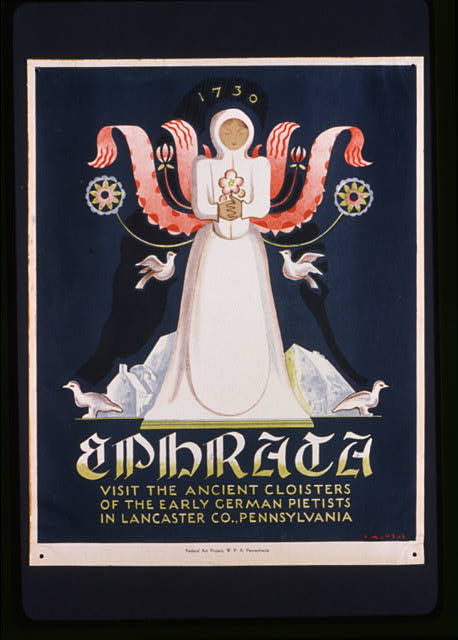
Ephrata Cloister

Das Ephrata Cloister war eine semi-monastische Gemeinschaft, die im Jahr 1732 von dem deutschen Auswanderer Johann Conrad Beissel im nordamerikanischen Pennsylvania gegründet wurde. Das Kloster ist inzwischen ein öffentliches Museum.

## Geschichte
Die Gemeinde des Klosters stammte von der pietistisch-täuferischen Bewegung der Schwarzenau Brethren (auch Tunker oder Dunkers genannt) ab, die sich zu Beginn des 18. Jahrhunderts in Deutschland gebildet hatte und anschließend nach Nordamerika ausgewandert war. Hier spaltete sich 1728 unter der Führung Beissels ein Teil von ihnen ab und bildete die neue Gruppe der Siebentägner-Tunker (englisch Seventh Day Dunkers). Kennzeichnend für die Siebentägner-Tunker war unter anderem die Feier des Sabbats am Samstag und die zunehmende Öffnung für zölibatäre Ideen. Im Jahr 1732 gründete die Gruppe am Ufer des Baches Cocalico schließlich die Klostergemeinschaft Ephrata. Der Name des Klosters leitete sich von dem in der jüdischen Bibel genannten Wort für Bethlehem ab (Efrata). Die Gemeinschaft wurde teilweise auch Orden der Einsamen genannt.
Die Gruppe der Siebentägner-Tunker ist als Teil des kirchenkritischen Radikalen Pietismus des 18. Jahrhunderts anzusehen, dessen Vertreter sich bewusst in Konventikeln und Gemeinschaften außerhalb der etablierten Kirchen zusammenfanden. Anders als die Orthodoxien der großen Kirchen waren die radikalen Pietisten zum Teil stark von mystisch-spirituellen Ideen geprägt. Die Tunker und die von ihnen abstammenden Siebentägner-Tunker waren darüber hinaus von der Täuferbewegung beeinflusst.
Innerhalb des Ephrata Klosters entstanden bald mehrere kleinere Werkstätten und Mühlen wie beispielsweise eine Zimmerei und eine Gerberei. Im Umfeld des Klosters wurde Landwirtschaft betrieben. Auch eine deutsche Schule wurde gegründet. Eine besondere Bedeutung hatte die seit 1742 bestehende Klosterdruckerei, wo 1748 auf Initiative nordamerikanischer Mennoniten die erste deutsche Ausgabe des Märtyrerspiegels gedruckt wurde. Auch Chormusik spielte eine große Rolle. Beissel komponierte als Gründer der Gemeinschaft selber mehrere religiöse Stücke, die zu einem Kennzeichen der Gemeinschaft wurden. Im Jahr 1747 wurde erstmals das Ephrata-Gesangbuch herausgegeben. Neben Beissel nahm der ebenfalls aus Deutschland stammende Theologe Johann Peter Müller bald eine führende Rolle ein. Müller verfasste 1786 unter dem Pseudonym Agrippa mit der Schrift Chronicon Ephratense erstmals eine Chronik der Gemeinschaft.
Die meisten Bewohner der Gemeinschaft lebten zölibatär. Das Leben war meist spartanisch und von Arbeit und gemeinsamen Beten und Singen geprägt. Sie schliefen auf 38 cm breiten Holzbänken mit Holzklötzen als Kissen. Üblicherweise wurden sechs Stunden pro Nacht geschlafen, ab 21.00 Uhr bis Mitternacht, und von 02.00 Uhr bis 05.00 Uhr, mit einer zweistündigen "Wache" für das Kommen des Christus. Die Mahlzeiten bestanden aus einer kleinen vegetarischen Mahlzeit am Tag. Das einzige Mal, bei dem es den Mitgliedern der Gemeinschaft erlaubt war Fleisch zu essen, war während der Feier der Eucharistie, bei der Lamm serviert wurde. Gottesdienste wurden jeden Samstag von Beissel geführt, solange dieser lebte, und dauerten oft mehrere Stunden. Auch die Kleidung war schlicht und bestand im wesentlich aus einem charakteristischen weißen Kapuzenumhang.
Auf ihrem Höhepunkt Mitte des 18. Jahrhunderts umfasste die Kommunität etwa achtzig zölibatär lebende Männer und Frauen. Hinzu kamen etwa 200 verheiratete Paare und Familien, die mit der Klostergemeinschaft in Verbindung standen und auf Bauernhöfen im Umfeld des Klosters lebten. Nach dem Tod Beissels im Jahr 1768 wurde die monastische Lebensform jedoch zunehmend aufgegeben. Der letzte zölibatär lebende Bewohner des Klosters starb 1813. Im darauffolgenden Jahr schloss sich die verbleibende Gemeinde den Siebenten-Tags-Baptisten an, mit denen zum Teil auch neue Bewohner in das Kloster kamen. Mit dem Tod Marie Kachel Buchers im Jahr 2008 starb schließlich auch das letzte Mitglied der Ephrater Siebenten-Tags-Baptisten. Bucher hatte in ihren frühen Lebensjahren selbst noch mit ihrer Familie im Ephrata Cloister gelebt.
1941 wurde das Kloster als historischer Ort vom Bundesstaat Pennsylvania aufgekauft und in den folgenden Jahren ein umfassendes Restaurierungsprogramm initiiert. Das Ephrata Cloister hat seit Dezember 1967 den Status eines National Historic Landmarks und ist im National Register of Historic Places als Historic District eingetragen.

## Rezeption
Die Chormusik des Ephrata Cloister wird im Roman Doktor Faustus von Thomas Mann als eine Verführung mit den Mitteln der Musik durch den Gründer Beissel geschildert.

## Galerie

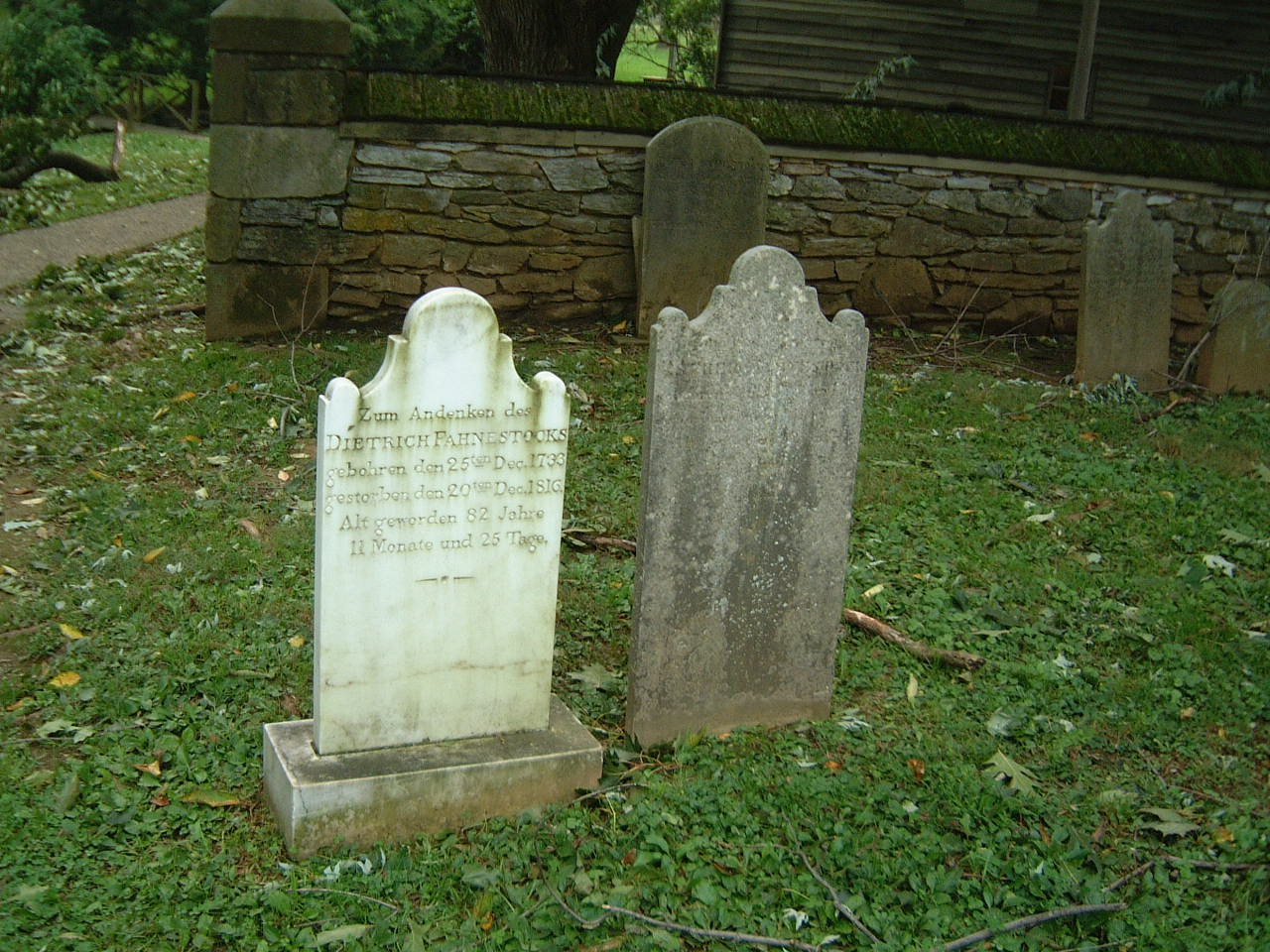
Gottesacker (God's Acres) mit Grabsteinen in deutscher Sprache
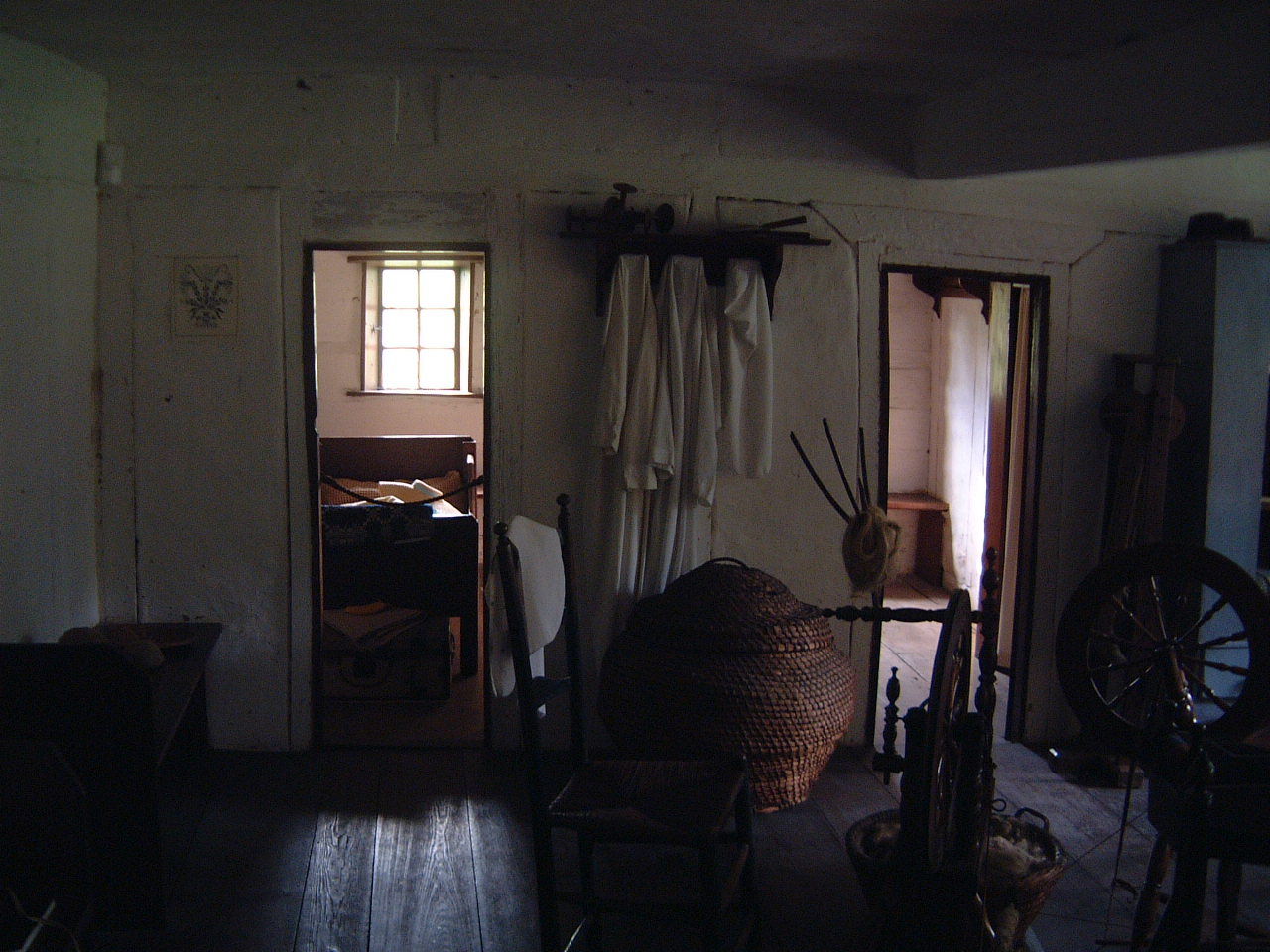
Wohnbereiche
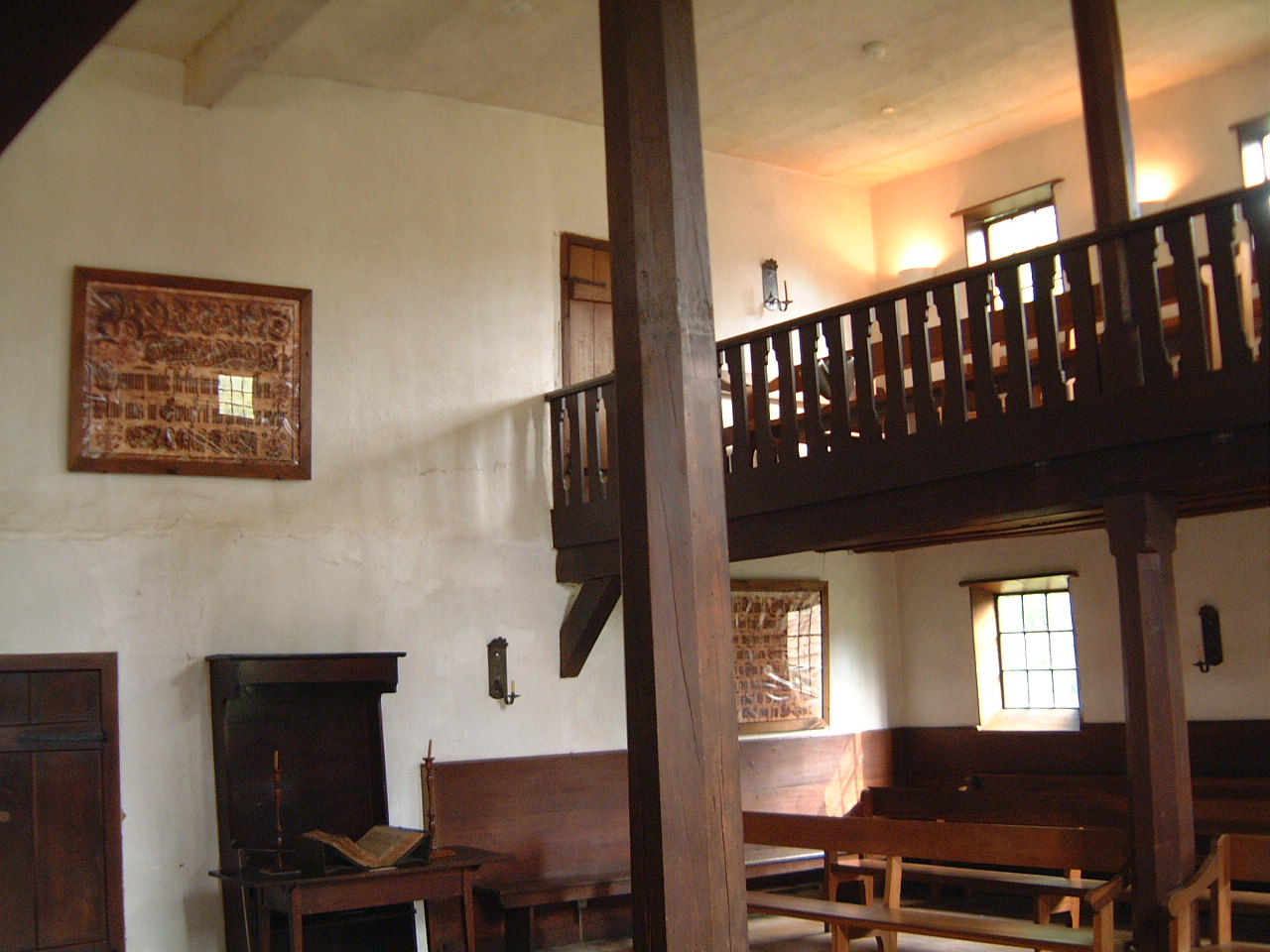
Betraum
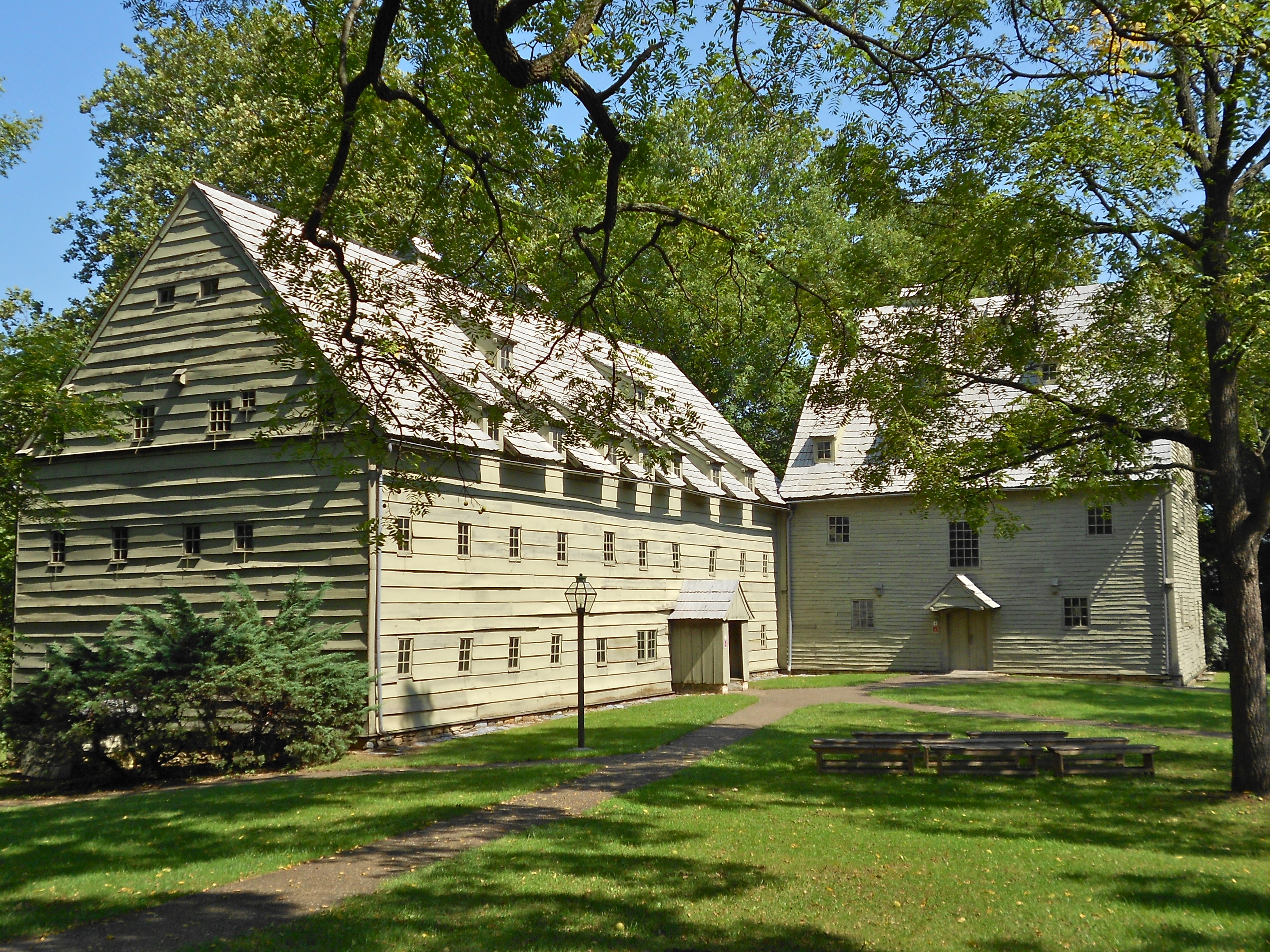
Versammlungshaus und Wohntrakt der Frauen